# العصلا
العصلا هي هجرة تتبعُ لمحافظة الأحساء في المنطقة الشرقية في المملكة العربية السعودية.

## الموقع
تقع العصلا علي بعد 130 كيلومترًا من مدينة الهفوف.

## الطرق
يوجد في مدخل العصلا طريق.

## المرافق
يوجد في عصلا جامع يسمي جامع عصلا. حيث كان إمام المسجد في 2015 الشيخ حمد محمد الرزق العجمي. عدد منازل القرية في عام 2011 قدر ب22 منزل.

## مشاكل
في عام 2010، حدثت مشكلة عند رصف طريق مدخل الهجرة بسبب عدم التنسيق عن جهات مشاريع البنية التحتية، نتج عن ذلك ظهور أعمدة الكهرباء في الطريق، كما يوجد مضخة ماء، ووضع علامة تحذرية دون إزالة العلامات. وردت شركة الكهرباء أنها تنجز الأعمال وفق للمعايير العالمية، وان الطريق تمت سفلتتها ورصفها، ونتج عن ذلك ترك بعض المخلفات، وبعض الأسلاك الكهربائية، وان هذة الأعمال تم تنفيذتها دون الرجوع إلي الشركة، وان التنسيق يجب ان يتم بوقت كافي، وان الشركة صححت الوضع بالنسبة للكابل الكهربيمن خلال إزالته من المدخل، ونقل مكان المحول الكهربي إلي مكان آخر.